# Uhart-Mixe
Uhart-Mixe é uma comuna francesa na região administrativa da Nova Aquitânia, no departamento dos Pirenéus Atlânticos. Estende-se por uma área de 11,88 km². Em 2010 a comuna tinha 215 habitantes (densidade: 18,1 hab./km²).